# ألاكان (بابويي)
ألاکان (بالفارسية: الاکان) هي قرية تقع في إيران في قسم بابويي الريفي. يقدر عدد سكانها بـ 44 نسمة بحسب إحصاء 2016.